# No me queda más
«No me queda más» es una canción interpretada por la cantante mexicano-estadounidense Selena, incluida en su cuarto álbum de estudio Amor prohibido (1994). La canción fue escrita por Ricky Vela y producida por A.B. Quintanilla y coproducida por Bebu Silvetti. Se publicó la versión original de esta canción como un sencillo y días después el álbum fue relanzado con la versión actualizada y remezclada por el mismo escritor.

## Posicionamiento en listas
| Listas (1994/1995)                            | Máxima posición |
| --------------------------------------------- | --------------- |
| U.S. Billboard Hot Latin Tracks               | 1               |
| U.S. Billboard Latin Regional Mexican Airplay | 1               |
| U.S. Billboard Latin Pop Airplay              | 13              |

### Sucesión en las listas
| Predecesor: La media vuelta de Luis Miguel  | U.S. Billboard Hot Latin Tracks — Sencillo N°. 1 (Primera vuelta) 17 de diciembre de 1994 - 20 de enero de 1995 | Sucesor: Me duele estar solo de La Mafia |
| Predecesor: Me duele estar solo de La Mafia | U.S. Billboard Hot Latin Tracks — Sencillo N°. 1 (Segunda vuelta) 28 de enero de 1995 - 10 de febrero de 1995   | Sucesor: Qué no me olvide de Bronco      |

| Predecesor: Ni el primero, ni el último de Los Rehenes | U.S. Billboard Latin Regional Mexican Airplay — Sencillo N°. 1 (Primera vuelta) 3 de diciembre de 1994 - 24 de diciembre de 1994 | Sucesor: Me duele estar solo de La Mafia |
| Predecesor: Me duele estar solo de La Mafia            | U.S. Billboard Latin Regional Mexican Airplay — Sencillo N°. 1 (Segunda vuelta) 14 de enero de 1995 - 20 de enero de 1995        | Sucesor: Me duele estar solo de La Mafia |
| Predecesor: Me duele estar solo de La Mafia            | U.S. Billboard Latin Regional Mexican Airplay — Sencillo N°. 1 (Tercera vuelta) 28 de enero de 1995 - 3 de febrero de 1995       | Sucesor: Me duele estar solo de La Mafia |